# ویوی-ان هولتن
ویوی-ان هولتن (انگلیسی: Vivi-Anne Hultén; ۲۵ اوت ۱۹۱۱ – ۱۵ ژانویهٔ ۲۰۰۳) اسکیت‌باز نمایشی اهل سوئد بود.